# Leonard Eugene Dickson
Leonard Eugene Dickson (n. 22 ianuarie 1874 – d. 17 ianuarie 1954) a fost un matematician american, cunoscut pentru cercetările sale în domeniul algebrei abstracte și pentru lucrarea în trei volume, intitulată History of the Theory of Numbers (Istoria teoriei numerelor).
S-a ocupat cu teoria numerelor, în special cu demonstrarea marii teoreme a lui Fermat.
A studiat toate soluțiile întregi ale ecuației:
{\displaystyle ax^{2}+bxy+cy^{2}=w_{1}w_{2}\Lambda w_{n},}
pe care le-a publicat în Bulletin of the American Mathematical Society, nr. 6/1926, New York.

## Scrieri
- 1909: The Solution of Integral Equation
- 1934: History of the Theory of Numbers, în trei volume
- 1931: Introduction to the Theory of Numbers, în care expune exemple practice de rezolvare a ecuațiilor nedeterminate, lucrare la care Eric Temple Bell face un comentariu elogios.